# 135 (серія будинків)

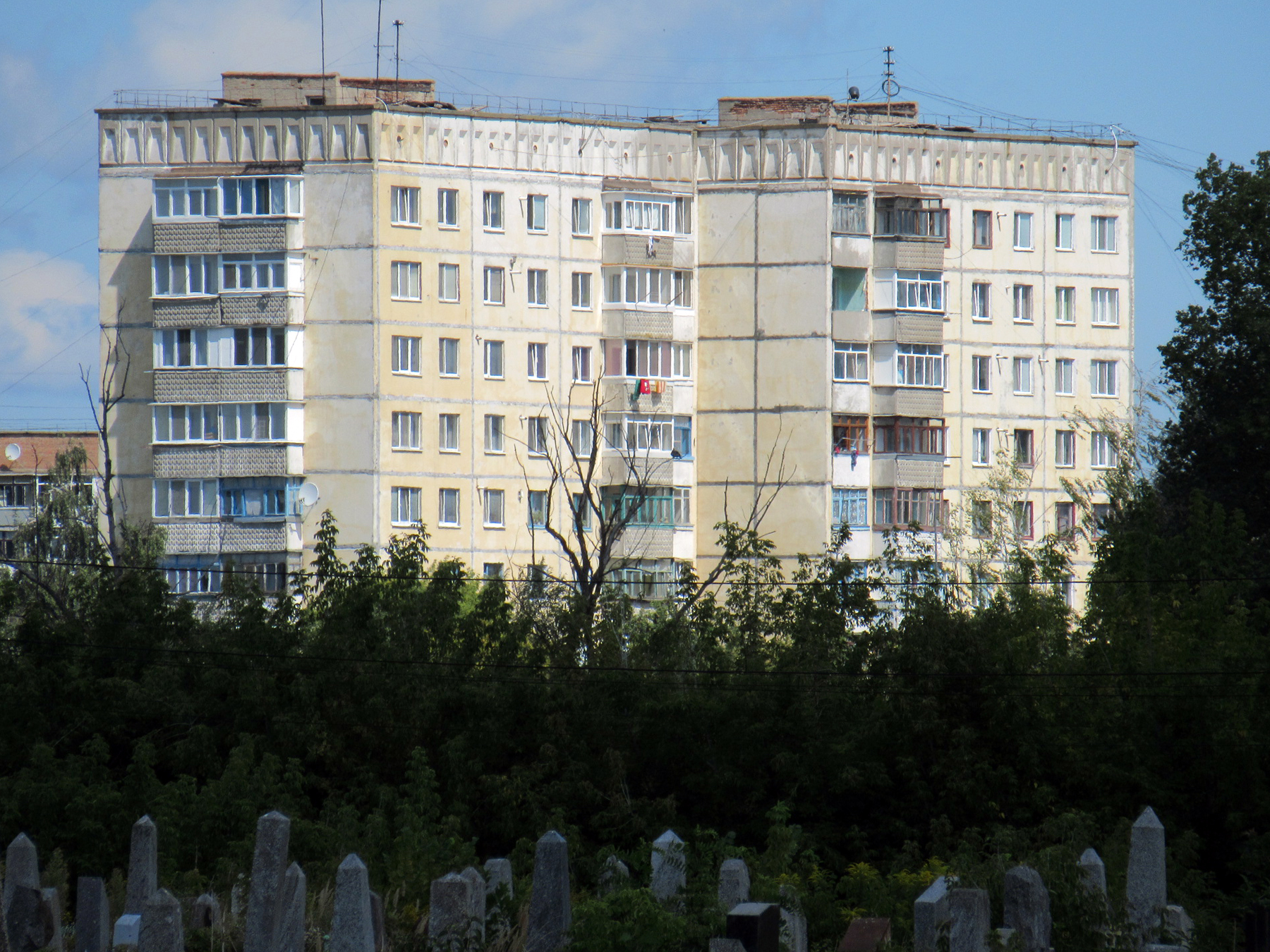
Бердичів, вул. Житомирська, 101 – секції 135-127/1 і 135-128/1

135 — серія великопанельних 2, 4, 5 і 9-поверхових житлових будинків. Розроблена конструкторським бюро по залізобетону Госстроя РРФСР, архітектори А. Артамонова, В. Гаранін, С. Жулявський, Ю. Матяшев, В. Немешев, Г. Паченцева, В. Проценко, В. Сергеєв; інженери П. Афанасьєв, В. Болтинський, В.  Воронков, Л. Латишев, Н. Петрова, І. Пух, В. Сабуров, В. Смірнов, А. Смірнова, В. Сисоєва, К. Тельнов, В. Устинов, Я. Фельман і А. Якушев. Будинки серії будувалися в Росії, Україні та Кішиневі. В Україні 9-поверхові будинки виготовляли домобудівельні комбінати в Тернополі, Чернівцях, Житомирі і Кропивницькому; сейсмостійку серію 135С — цехи КПД (рос. комбинаты крупнопанельного домостроения) в Ялті та Мукачевому (також 5-поверхові).

## Опис 9-поверхового будинку
Поперечні несні стіни, крок 6,3, 3,3 і 3 м. Прогін 6 м, ширина будинку в осях 12 м. Висота поверху 2,8 м. Технічний поверх висотою менше житлового. Панелі на два вікна (крок 6,3 м). Пізнаваною рисою серії з боку під'їзду є довга панель (6,3 м) з праворуч широкими вікнами сходів і ліворуч маленьким вікном майданчика зі сміттєпроводом.

### 135С
6,3-метровий крок розділений на дві панелі. Доданий деформаційний шов у поздовжній стіні (ширина будинку збільшена на 22 см). Технічний поверх висотою як житловий.

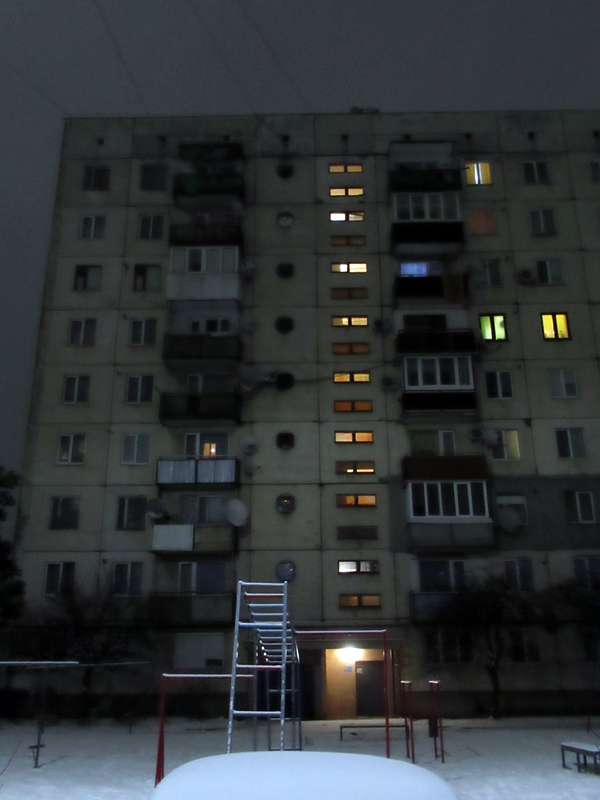
Мукачево, вул. Університетська, 7г – секція 135-034С
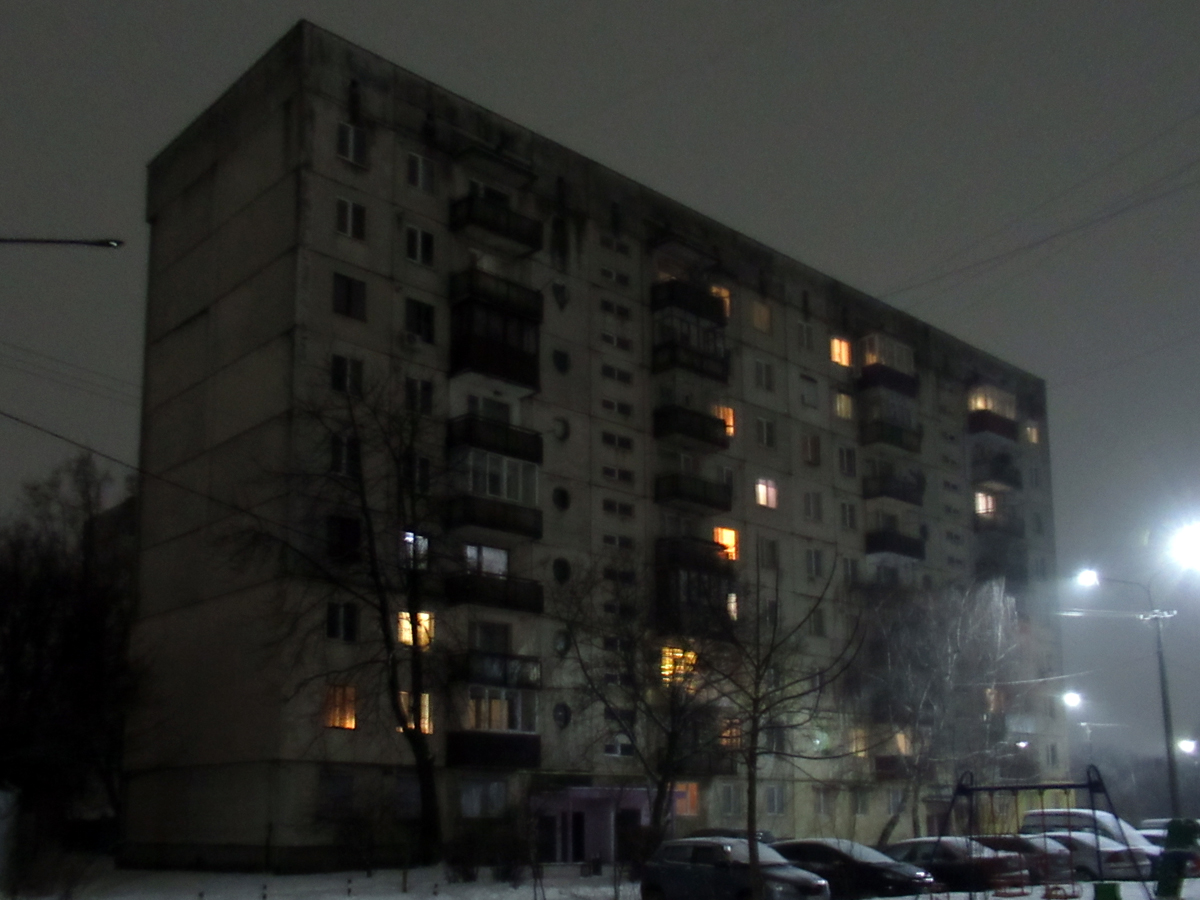
Мукачево, вул. Університетська, 7г – секція 135-034С